# Кастель-ди-Сангро
Кастель-ди-Сангро (итал. Castel di Sangro) — коммуна в Италии, расположена в регионе Абруццо, подчиняется административному центру Л’Акуила.
Население составляет 5798 человек (на 2005 г.), плотность населения составляет 69,04 чел./км². Занимает площадь 83,98 км². Почтовый индекс — 67031. Телефонный код — 0864.
Покровителем коммуны почитается святой Руф из Капуи. Праздник ежегодно празднуется 27 августа.